# Premnoplex
Genre
Le genre Premnoplex regroupe deux espèces de passereaux appartenant à la famille des Furnariidae.

## Liste des espèces
D'après la classification de référence du Congrès ornithologique international (ordre phylogénique) :
- Premnoplex brunnescens — Anabasitte tachetée
- Premnoplex tatei — Anabasitte à gorge blanche